# Creator (альбом)
Creator  — второй студийный альбом американской рок-группы The Lemonheads, изданный лейблом Taang! Records. Он был выпущен дважды, как долгоиграющая пластинка (LP) в 1988 году и как компакт-диск (CD) в 1992 году, который включал три бонусных живых трека, записанных на радиостанции VPRO в Нидерландах. Это один из трёх альбомов, в которых представлен полный оригинальный состав из Эвана Дандо, Бена Дейли и Джесси Переца.

## История
Когда группа только сформировалась, Дейли и Дандо менялись инструментами, играя на гитаре и воспевая в треках, которые каждый написал сам, и на барабанах в песнях, написанных другим. Первый «официальный» барабанщик Lemonheads, Дуг Трахтен, был приглашён для их первого альбома Hate Your Friends. На Creator Джон Штром из группы Blake Babies играет на барабанах во всех оригинальных треках, в то время как Марк Натола играл на барабанах в двух бонусных живых песнях в конце переиздания на CD. Кроме того, к тому времени, когда были записаны живые треки — во время европейского тура в поддержку последнего альбома Lemonheads на лейбле Taang! Records диска Lick (1989) — Дейли покинул группу, чтобы закончить обучение в Гарвардском колледже; соло-гитару в этих треках (и голос «Эвана Дандо» во время интервью) озвучивает Кори Луг Бреннан.
На обложке — фотография Ивана Крейлкампа, школьного друга Эвана и Бена. Считается, что Иван придумал название группы.

## Отзывы
| Оценки критиков               | Оценки критиков |
| Источник                      | Оценка          |
| ----------------------------- | --------------- |
| AllMusic                      | [ 1 ]           |
| Spin Alternative Record Guide | 6/10            |

Альбом получил в целом положительные отзывы от современных музыкальных критиков.
Стивен Томас Эрлевайн в своей рецензии в AllMusic отметил, что «Продемонстрировав возросшее чувство поп-музыки не только в написании песен, но и в относительно размеренных выступлениях, Lemonheads выпустили победный второй альбом после Creator. Хотя они все ещё тратят слишком много времени на возню с суб-хардкорным шумом, более мягкие поп-номера Эвана Дандо весьма привлекательны, даже когда он слишком близко подходит к клише сумасшедшего хиппи, и они, безусловно, указывают путь к привлекательному панк-попу Lick».

## Список композиций
Все композиции написаны Беном Дейли, за исключением особо оговоренных случаев.
1. «Burying Ground»
2. «Sunday»
3. «Clang Bang Clang» (Dando)
4. «Out» (Dando)
5. «Your Home Is Where You’re Happy» (Charles Manson)
6. «Falling»
7. «Die Right Now» (Dando)
8. «Two Weeks in Another Town»
9. «Plaster Caster» (Gene Simmons)
10. «Come to the Window»
11. «Take Her Down»
12. «Postcard»
13. «Live Without»
14. «Luka» (Suzanne Vega)*
15. Interview*
16. «Mallo Cup» (Dando)*

Примечание: Треки, отмеченные знаком *, — это бонус-треки, записанные в 1989 году на студии VPRO в Нидерландах и выпущенные на компакт-диске в 1992 году.